# Альтовая флейта
- Прямая
- Изогнутая

Альтовая флейта (итал. flauto contralto; фр. flûte alto; нем. Altflöte) ― разновидность современной флейты. Основной диапазон: соль малой — фа третьей октавы. Нотируется квартой выше реального звучания. Менее распространена альтовая флейта в строе фа, нотируемая квинтой выше. Тембр инструмента полный, широкий, наибольшей красотой отличается в нижнем регистре. По сравнению с большой флейтой, альтовая несколько длиннее и толще. Аппликатура одинаковая. Вместе с большой и малой флейтой входит в состав симфонического оркестра.
Альтовая флейта применяется, как правило, в оркестре, для получения специфических низких звуков особого тембра, но во второй половине XX века также начала использоваться как ансамблевый и сольный инструмент. Одним из первых её использование предписал Римский-Корсаков в опере-балете «Млада» (1890). В дальнейшем партия альтовой флейты появлялась в сочинениях А. К. Глазунова (Восьмая симфония), М. Равеля («Дафнис и Хлоя»), И. Ф. Стравинского («Весна священная»), Г. Холста («Планеты»), Д. Д. Шостаковича (Седьмая симфония) и других композиторов. Альтовая флейта введена в ансамбль сочинения Пьера Булеза «Молоток без мастера». Сольные сочинения для альтовой флейты написаны Мати Куулбергом, Эгилем Ховланном, Леонидом Башмаковым, Аулисом Саллиненом, Эрландом фон Кохом. Писал для альтовой флейты и Теобальд Бём, который в преклонном возрасте отдавал ей предпочтение.